# Castro de Doña Palla
El Castro de Doña Palla es un enclave prerromano situado en el núcleo de Peñaullán (Pravia). 

## Historia del asentamiento
Estudios arqueológicos ponen de manifiesto que se trata de un enclave prerromano muy importante que, por su situación estratégica, también fue utilizado durante la época medieval. Hubo una torre, la torre de Doña Urraca que coronaba el castro.
El Castro de Doña Palla, toma el nombre de la noble señora del siglo XI, gobernadora de Pravia, Pelaya o Paya Ordóñez, llamada Doña Palla, hija del infante Ordoño Ramírez «el Ciego», esposa del magnate asturiano Bermudo Armentáriz. El matrimonio pasaron su Corte y palacio en el margen del río que se encuentra frente a Santianes. 
Desde el año 2001 el Ayuntamiento de Pravia posee una parte de esta ladera, estando pendiente la ejecución de un proyecto global de protección, adecuación y puesta en valor del monumento.

## Ubicación geográfica
Ubicado entre los 6º 14’ 8’’ y los 6º 3’ 54’’ de longitud oeste y los 43º 25’ 0’’ y los 43º 32’ 5’’ de latitud norte, se trata de un espolón sobre el río Nalón vinculado a las estribaciones de la falda oeste de la sierra Fontebona. De forma circular, presenta una altitud máxima de unos 90 metros; está delimitado, al norte por el río Nalón, al este por el arroyo del Tiñoso y al oeste por el regueiro del Rosico. Al sur, zona de conexión con la falda del monte, existe un gran foso artificial.
En la actualidad, se encuentra cubierto de monte bajo y de bosque, lo que dificulta la descripción detallada del yacimiento y sus estructuras. Aunque, pueden observarse los siguientes restos arqueológicos: Fosos, taludes, murallas, acaso una mina que fue de cobre, obras de cantería de un embarcadero.